# Gnophos dispunctata
Gnophos dispunctata là một loài bướm đêm trong họ Geometridae.